# مايك ألين
مايك ألين هو سياسي كندي، ولد في 20 نوفمبر 1960 في فريدريكتون في كندا. حزبياً، نشط في حزب المحافظين الكندي. وقد انتخب عضو مجلس العموم الكندي.